# Tmeticus ornatus
Tmeticus ornatus là một loài nhện trong họ Linyphiidae.
Loài này thuộc chi Tmeticus. Tmeticus ornatus được James Henry Emerton miêu tả năm 1914.